# Finale Coppa Italia 1999
De finale van de Coppa Italia van het seizoen 1998–99 werd gehouden op 14 april en 5 mei 1999. Parma nam het op tegen Fiorentina. De heenwedstrijd in het Stadio Ennio Tardini in Parma eindigde in een 1–1-gelijkspel. De terugwedstrijd volgde drie weken later in het Stadio Artemio Franchi in Florence. Het duel eindigde ditmaal weer in gelijkspel, maar nu met 2–2. Doordat Parma één uitdoelpunt meer had gescoord dan de Florentijnen, mocht het de Coppa in ontvangst nemen.

## Finale

### Heenwedstrijd
|                     |            |       |               |                                                                                            |
| 14 april 1999 21:00 | Parma      | 1 – 1 | Fiorentina    | Stadio Ennio Tardini, Parma Toeschouwers: 21.038 Scheidsrechter: Domenico Messina (Italië) |
| 14 april 1999 21:00 | Crespo 15' |       | 81' Batistuta | Stadio Ennio Tardini, Parma Toeschouwers: 21.038 Scheidsrechter: Domenico Messina (Italië) |

| Parma | Fiorentina |

| Parma:           |    |                      |     |
|                  |    |                      |     |
| GK               | 1  | Gianluigi Buffon     |     |
| RB               | 21 | Lilian Thuram        |     |
| CB               | 6  | Roberto Sensini      |     |
| CB               | 17 | Fabio Cannavaro      |     |
| LB               | 24 | Paolo Vanoli         |     |
| RM               | 7  | Diego Fuser          |     |
| CM               | 8  | Dino Baggio          |     |
| CM               | 11 | Juan Sebastián Verón |     |
| LM               | 13 | Mario Stanić         |     |
| CF               | 9  | Hernán Crespo        | 80' |
| CF               | 20 | Enrico Chiesa        |     |
| Wisselspelers:   |    |                      |     |
| FW               | 18 | Abel Balbo           | 80' |
| Coach:           |    |                      |     |
| Alberto Malesani |    |                      |     |

| Fiorentina:         |    |                   |
|                     |    |                   |
| GK                  | 1  | Francesco Toldo   |
| RWB                 | 3  | Moreno Torricelli |
| CB                  | 2  | Tomáš Řepka       |
| CB                  | 5  | Pasquale Padalino |
| CB                  | 19 | Giulio Falcone    |
| LWB                 | 17 | Jörg Heinrich     |
| CM                  | 14 | Sandro Cois       |
| CM                  | 24 | Christian Amoroso |
| AM                  | 10 | Rui Costa         |
| CF                  | 9  | Gabriel Batistuta |
| CF                  | 11 | Edmundo           |
| Coach:              |    |                   |
| Giovanni Trapattoni |    |                   |

### Terugwedstrijd
|                  |                    |       |                       |                                                                                                 |
| 5 mei 1999 21:00 | Fiorentina         | 2 – 2 | Parma                 | Stadio Artemio Franchi,, Florence Toeschouwers: 39.070 Scheidsrechter: Stefano Braschi (Italië) |
| 5 mei 1999 21:00 | Řepka 48' Cois 62' |       | 42' Crespo 71' Vanoli | Stadio Artemio Franchi,, Florence Toeschouwers: 39.070 Scheidsrechter: Stefano Braschi (Italië) |

| Fiorentina | Parma |

| Fiorentina:         |    |                   |     |
|                     |    |                   |     |
| GK                  | 1  | Francesco Toldo   |     |
| RWB                 | 3  | Moreno Torricelli |     |
| CB                  | 2  | Tomáš Řepka       |     |
| CB                  | 5  | Pasquale Padalino |     |
| CB                  | 19 | Giulio Falcone    |     |
| LWB                 | 17 | Jörg Heinrich     |     |
| CM                  | 14 | Sandro Cois       | 79' |
| CM                  | 24 | Christian Amoroso |     |
| AM                  | 10 | Rui Costa         |     |
| CF                  | 9  | Gabriel Batistuta |     |
| CF                  | 11 | Edmundo           |     |
| Wisselspelers:      |    |                   |     |
| FW                  | 25 | Luis Oliveira     | 79' |
| Coach:              |    |                   |     |
| Giovanni Trapattoni |    |                   |     |

| Parma:           |    |                      |     |
|                  |    |                      |     |
| GK               | 1  | Gianluigi Buffon     |     |
| RB               | 21 | Lilian Thuram        |     |
| CB               | 6  | Roberto Sensini      |     |
| CB               | 17 | Fabio Cannavaro      |     |
| LB               | 24 | Paolo Vanoli         |     |
| RM               | 7  | Diego Fuser          |     |
| CM               | 15 | Alain Boghossian     |     |
| CM               | 11 | Juan Sebastián Verón | 79' |
| LM               | 13 | Mario Stanić         | 66' |
| CF               | 9  | Hernán Crespo        | 85' |
| CF               | 20 | Enrico Chiesa        |     |
| Wisselspelers:   |    |                      |     |
| MF               | 23 | Stefano Fiore        | 66' |
| DF               | 14 | Roberto Mussi        | 79' |
| FW               | 18 | Abel Balbo           | 85' |
| Coach:           |    |                      |     |
| Alberto Malesani |    |                      |     |

1922 ·
1923–1935 ·
1936 ·
1937 ·
1938 ·
1939 ·
1939 ·
1939 ·
1939 ·
1939 ·
1944–1957 ·
1958 ·
1959 ·
1960 ·
1961 ·
1962 ·
1963 ·
1964 ·
1965 ·
1966 ·
1967 ·
1968 ·
1969 ·
1970 ·
1971 ·
1972 ·
1973 ·
1974 ·
1975 ·
1976 ·
1977 ·
1978 ·
1979 ·
1980 ·
1981 ·
1982 ·
1983 ·
1984 ·
1985 ·
1986 ·
1987 ·
1988 ·
1989 ·
1990 ·
1991 ·
1992 ·
1993 ·
1994 ·
1995 ·
1996 ·
1997 ·
1998 ·
1999 ·
2000 ·
2001 ·
2002 ·
2003 ·
2004 ·
2005 ·
2006 ·
2007 ·
2008 ·
2009 ·
2010 ·
2011 ·
2012 ·
2013 ·
2014 ·
2015 ·
2016 ·
2017 ·
2018 ·
2019 ·
2020 .
2021 .
2022 .
2023 .
2024 .